# غوستا جانسون
غوستا جانسون (بالفنلندية: Gösta Jansson)‏ هو صحفي رياضي وصحفي فنلندي، ولد في 8 فبراير 1903، وتوفي في 20 مايو 1958.

## وصلات خارجية
- غوستا جانسون على موقع أوليمبيديا (الإنجليزية)